# Lars Peter Gagner
Lars Peter Gagner, född 5 november 1791 i Karlstad, Värmlands län, död 11 maj 1869 i  Arvika församlings prästgård, Arvika landsförsamling, Värmlands län, var en svensk präst. Han var far till Wilhelm Gagner.
Gagner blev kyrkoherde i Arvika 1841, kontraktsprost 1844 och utgav flera predikosamlingar och uppbyggelseskrifter samt en mycket spridd Catechetisk lärobok el. Luthers lilla cateches (1838, flera senare upplagor).
Enligt husförhörslängden var han Kongl. Hofpredikant och Ph. Doctor.